# Landed
| Recensione                        | Giudizio   |
| --------------------------------- | ---------- |
| AllMusic                          | [ 1 ]      |
| Progarchives                      | [ 2 ]      |
| The New Rolling Stone Album Guide | [ 3 ]      |
| Sputnikmusic                      | 3.0 (Good) |
| Piero Scaruffi                    | [ 5 ]      |
| 24.000 dischi                     | [ 6 ]      |

Landed è il settimo album in studio del gruppo musicale tedesco Can, pubblicato dall'etichetta discografica HÖR ZU Records nel settembre del 1975.

## Tracce
Lato A
1. Full Moon on the Highway – 3:28 (Can, Peter Gilmour)
2. Half Past One – 4:34 (Can, Peter Gilmour)
3. Hunters and Collectors – 4:17 (Can)
4. Vernal Equinox – 8:39 (Can)

Lato B
1. Red Hot Indians – 5:34 (Can)
2. Unfinished – 13:20 (Can)

## Formazione
- Holger Czukay - basso, voce (brano: Full Moon on the Highway)
- Michael Karoli - chitarra, violino, voce
- Jaki Liebezeit - percussioni, winds
- Irmin Schmidt - tastiere, sintetizzatore Alpha 77, voce (brano: Full Moon on the Highway)

Musicista aggiunto
- Olaf Kübler - sassofono tenore (brano: Red Hot Indians)

Note aggiuntive
- Can - produttori, arrangiamenti, composizioni
- Registrazioni effettuate al Inner Space Studio di Colonia (Germania)
- Holger Czukay - ingegnere delle registrazioni
- Bobby Hickmott - assistente ingegnere delle registrazioni e roadmanagement
- Studio Dierks Stommeln, Pulheim Stommeln, Colonia (Germania) - mixaggio (Lato A dell'album)
- Toby Robinson e Holger Czukay - ingegneri del mixaggio (Lato A dell'album)
- Inner Space Studio, Colonia (Germania) - mixaggio (Lato B dell'album)
- Holger Czukay - ingegnere del mixaggio (Lato B dell'album)
- Christine - copertina album (collage)
- Michael von Gimbut - fotografia copertina album[9]